# Udo Lehmann
Udo Lehmann (28 maggio 1973) è un bobbista tedesco.

## Biografia
Viene ricordato come vincitore di una medaglia di bronzo nella sua disciplina, ottenuta ai campionati mondiali del 1995 (edizione tenutasi a Winterberg, Germania) insieme ai suoi connazionali Harald Czudaj, Thorsten Voss e Alexander Szelig
Nell'edizione l'oro andò all'altra nazionale tedesca e l'argento all'Austria. Nel 2004 vinse una medaglia d'oro sempre nel bob a  quattro.